# Bombering
Bombering är en teknisk term som betyder att en plan yta görs välvd, det vill säga upphöjd på mitten. Begreppet kommer från franskans bomber, som betyder "att göra något konvext". Begreppet används bland annat om formen på vägbanor, järnvägsbankar och fartygsdäck. Bombering eller bomberad (i slangordsform även "bombad") används allmänt även som begrepp för vilken svagt avrundad yta som helst, exempelvis en remskivas avrundning för att hålla en platt drivrem på plats då denna alltid strävar efter att nå den högsta punkten vid rotation.

## Bombering av vägar

Principskiss av dubbelsidigt tvärfall.

Principskiss av dubbelsidigt tvärfall där tvärfallet gradvis ökar mot vägkanterna. Detta är den form av tvärfall som vanligen kallas bombering.

I vägsammanhang är bombering en äldre beteckning för ett dubbelsidigt tvärfall. Detta innebär att en vägbanas tvärprofil lutar ut mot vägkanterna, och att vägbanans mitt är den högsta punkten. Mer specifikt brukar bombering avse en valvformad lutning från mitten ut mot vägkanterna. Bombering i denna mening förekommer mest på grusvägar och ytbehandlade tidigare grusvägar, medan dubbelsidigt tvärfall är vanligt förekommande på vägar.
Den valvformade sektionen vid bombering innebär att tvärfallet ökar gradvis mot vägkanterna. Bomberingens huvudsyfte, i likhet med annat tvärfall, är vattenavrinning. Tvärfall i snäva kurvor utformas ofta som enkelsidig skevning, vilket minskar fordonens behov av sidfriktion vid kurvtagning. Om tvärfallets storlek till följd av byggfel eller deformation varierar mycket inom ca 25 m väglängd, ger detta upphov till obehagliga eller rentav farliga krängningar med åtföljande sidkrafter. Krängningsproblemet är störst i höga (tunga) fordon och är allvarligast vid höga farter, i kurvor, på smala vägar och vid mycket hal (underkyld) guppig vägbana. 
I glest befolkade och kalla områden, såsom norra Sverige, förekommer ofta guppiga, krokiga och smala vägar tillsammans med risk för underkylning. Detta medför att risken för krängningsrelaterade olyckor sannolikt ökar. Riskökningen kan kompenseras genom att t.ex. göra fordonen mer krängningsstabila; detta kan dock medföra oönskad komfortförsämring. Risken kan också elimineras vid källan, genom att reparera oönskade tvärfallsvariationer i vägbanan.
Tvärfall och flera andra vägtekniska mått mäts med profilograf-lasermätbilar.